# Andries Jan Pieters
Andries Jan Pieters (Leksula, 1916 – Scheveningen, 21 marzo 1952) è stato un militare olandese criminale di guerra, insieme ad Artur Albrecht è stato uno degli ultimi due giustiziati nei Paesi Bassi.
Pieters prestò servizio come volontario per la Germania nazista sul fronte orientale. Quando fu ferito tornò nei Paesi Bassi e negli ultimi mesi della seconda guerra mondiale fu alla guida di un Kommando delle SS nei Paesi Bassi protagonista di torture ed esecuzioni sommarie dei membri della resistenza.

## Biografia

### Primi anni
Pieters è nato nel 1916 a Leksula nelle Indie orientali olandesi, figlio di un missionario protestante. Nel 1924 la famiglia tornò nei Paesi Bassi e si stabilì a Groninga, dove suo padre aprì un negozio di mobili che durò poco. Pieters ha dichiarato successivamente che questo fallimento è stato causato dagli "ebrei". Dopo i pessimi risultati scolastici, Pieters si unì alle forze armate dei Paesi Bassi.

### Seconda guerra mondiale
Nel 1941, un anno dopo l'invasione tedesca dei Paesi Bassi da parte della Germania nazista, Pieters si unì alla Vreemdelingenlegioen Nederland, una forza volontaria straniera delle SS e fu inviato sul fronte orientale. In un interrogatorio della polizia nel 1947, Pieters disse che il motivo per cui si unì alla Vreemdelingenlegioen era a causa della sua educazione ferocemente anticomunista e quindi voleva combattere contro quell'ideologia. Verso la fine della guerra fu ferito. Il capo delle SS Heinrich Himmler diede ordini ai piccoli gruppi di membri delle SS di tornare nel loro paese d'origine e iniziare una strategia di guerriglia: questi gruppi erano sotto il comando di Otto Skorzeny, Himmler ha dato a Pieters carta bianca per fare ciò che ritenesse necessario. All'inizio del 1945 si unì alla Jagdverband Nord/West a Neustrelitz. Pieters ricoprì il grado di Untersturmführer e comandò un gruppo di trenta uomini, addestrati per missioni sotto copertura nei Paesi Bassi: questo gruppo di uomini era conosciuto come Kommando Zeppelin o Kommando Steinbach, dallo pseudonimo dello stesso Pieters.
Il 6 o 7 aprile, il Kommando prese il controllo del castello Groot Engelenburg a Brummen. In questa occasione hanno catturato dozzine di membri della resistenza, anche di sospetti membri, principalmente grazie alle informazioni fornite dai funzionari locali delle SS e delle SD. Nel castello, il Kommando torturava le proprie vittime colpendole con i manganelli, impedendo al sangue di raggiungere i genitali, provocando ustioni sui loro corpi, colpendo le dita dei piedi e delle mani, usando ferri roventi e ricorrendo agli stupri. Il 13 aprile 1945 il gruppo lasciò il castello, quando le forze armate canadesi si stavano ormai avvicinando a Brummen. Prima di partire otto prigionieri furono fucilati e lasciati nello stagno del castello.
Pieters e il suo gruppo si trasferirono nella città di Loosdrecht e occuparono il caffè-ristorante het Witte Huis. A Loosdrecht il gruppo ha ripreso il rastrellamento dei membri (ed anche dei sospettati) della resistenza ed anche in questo caso sottoposti a tortura: un prigioniero morì, mentre un'altra prigioniera morì subito dopo la liberazione di Loosdrecht.
In totale, 33 persone furono fatte prigioniere dal Kommando, inclusa un'intera famiglia di ebrei che si era nascosta dai nazisti.
Gli atti del Kommando furono percepiti come così atroci che furono arrestati dalla polizia tedesca il 3 maggio 1945. L'ordine di arrestarli fu dato dal più alto membro delle SS nei Paesi Bassi, Karl Eberhard Schöngarth, o da Willy Lages, che in seguito fu condannato all'ergastolo per crimini di guerra. In entrambi i casi, sorse una discussione tra Pieters e Schöngarth, con Schöngarth che ordinava a Pieters di interrompere le sue pratiche di tortura e anche di sciogliere la sua unità, al contrario Pieters si rifiutava ripetutamente perché era stato autorizzato direttamente da Himmler: Schöngarth ha ordinato l'arresto di Pieters solo due settimane dopo l'inizio della discussione. Due giorni dopo l'arresto del gruppo, le forze tedesche nei Paesi Bassi si arresero.
Il giornalista Stijn Wiegerinck sostiene che Pieters sarebbe stato giustiziato dai tedeschi per diserzione.

### Vita personale
Il giornalista Stijn Wiegerinck, che ha scritto il libro Het commando-Pieters, su Pieters e le sue azioni, lo ha definito un uomo profondamente frustrato, citando il fallimento di alcuni progetti, il matrimonio fallito e le scelte sbagliate.

## Processo ed esecuzione
Nel 1949 iniziò il processo a Pieters: c'erano dozzine di testimoni sia delle torture che delle esecuzioni contro Pieters. Nel giugno 1949 fu condannato a morte dal Bijzonder Gerechtshof di Amsterdam.
È stato lanciato un appello, riguardo alla questione principale della responsabilità di Pieters nell'ambito delle esecuzioni. Ha ammesso di essere stato coinvolto nelle torture, ma ha affermato che le esecuzioni sono state eseguite dai suoi subordinati. Un ufficiale tedesco dell'SD era già stato condannato come primo sospettato nel caso delle esecuzioni. La Corte d'Appello ha annullato la sentenza del Bijzonder Gerechtshof di Amsterdam, ed il caso è stato riassegnato al Bijzonder Gerechtshof di Haarlem, dove Pieters è stato condannato all'ergastolo: il pubblico ministero ha impugnato la sentenza, la Corte d'Appello è stata divisa sulla questione, con cinque membri favorevoli alla pena capitale e due per l'ergastolo. Nel novembre 1951 la Corte d'Appello lo condannò a morte.
Pieters chiese il perdono alla regina Giuliana dei Paesi Bassi. Ha affermato che lo avevano motivato le sue brutte esperienze giovanili e un mal riposto senso del dovere di combattere contro il comunismo. L'indulto era una pratica regolare in quel periodo, su 154 condanne a morte solo 39 sono state effettivamente eseguite, mentre le altre 101 hanno ricevuto la grazia. Nel 1951 rimanevano solo sette condanne a morte da discutere tra la regina e il ministro della Giustizia olandese Hendrik Mulderije.
Mulderije ha voluto il maggior numero possibile di condanne a morte mentre la regina Giuliana era di parere opposto: fu raggiunto un compromesso nel quale quattro imputati ricevettero la grazia e due dovettero essere giustiziati, l'altro caso sarebbe stato deciso in seguito. Pieters doveva essere giustiziato insieme a Artur Albrecht.
Nel gennaio 1952 il ministro della Giustizia olandese, Hendrik Mulderije, definì i crimini commessi dal gruppo di Pieters come tra i peggiori durante l'occupazione tedesca. I giudici olandesi definirono i suoi crimini come i più gravi che avessero mai visto durante tutti i loro processi dopo la seconda guerra mondiale. Il 20 marzo 1952 Pieters fu informato della sua esecuzione per il giorno successivo. Ha fomentato una piccola rivolta carceraria, che fu sedata solo quando il suo avvocato lo calmò. Pieters fu giustiziato, insieme ad Albrecht, da un plotone d'esecuzione al Waalsdorpervlakte il 21 marzo 1952, vicino a L'Aia. Sono state le ultime persone ad essere giustiziate nei Paesi Bassi.